# Oxydia brevipecten
Oxydia brevipecten là một loài bướm đêm trong họ Geometridae.